# إد رينولدز
إد رينولدز (بالإنجليزية: Ed Reynolds)‏ هو لاعب كرة قدم أمريكية أمريكي، ولد في 23 سبتمبر 1961 في شتوتغارت في ألمانيا.

## وصلات خارجية
- إد رينولدز على موقع مرجع كرة القدم المحترفة.كوم (الإنجليزية)